# Cephalosphaera inusitatus
Cephalosphaera inusitatus är en tvåvingeart som först beskrevs av Hardy 1972.  Cephalosphaera inusitatus ingår i släktet Cephalosphaera och familjen ögonflugor.
Artens utbredningsområde är Thailand. Inga underarter finns listade i Catalogue of Life.